# Hidroponika
Hidroponika je moderni način gojenja rastlin v vodnem mediju z natančno odmerjenim dodajanjem raztopin, ki vsebujejo potrebne količine hranil ter rastlinskih hormonov, da lahko pridelek doseže svoj genetski potencial ali se temu čim bolj približa. Pri tej tehniki vzgajanja se rastlin ne sadi v zemljo. Rastlinske korenine so lahko podprte s posebnim substratom (recimo gramozom ali perlitom), običajno pa so v stiku z vodno raztopino. V večini primerov se raztopine hranil in hormonov ustvarja umetno, pri čemer je vsaka namenjena točno določeni rastlinski vrsti ali ponekod zgolj specifični sorti; samo odmerjanje pa je v procesu rasti strogo regulirano in se lahko razlikuje pri mladih rastlinah ter rastlinah, ki dajejo plodove (plodijo).
Med rastlinske vrste, ki se jih pogosteje goji s to tehniko, spadajo paradižnik, paprika, kumarica, jagoda, solata, konoplja in nekatere modelne rastline, ki se jih uporablja v raziskovalne namene.

## Različni tipi hidroponike
Od začetka uporabe hidroponike se je razvilo veliko različnih načinov samega izvajanja, ki se med seboj razlikujejo predvsem po prisotnosti ali odsotnosti medija in položaju korenin glede na vodo ter načinu dovajanja hranilne raztopine.
- Pri nekaterih sistemih rastlinske korenine rastejo v mediju, medtem ko se vodo, bogato s hranili, dovaja neposredno do koreninske cone. Sam medij zagotavlja koreninam nenehni dostop kisika.[4]

- Drugje rastlinske korenine deloma ležijo v vodni raztopini, njihov zgornji del pa je izpostavljen zraku, kar omogoča nemoteno dihanje.[4]

- Posamezni gojitelji rastline postavijo na plavajočo podlago, pri čemer korenine visijo v vodi, bogati s hranili. Posebna črpalka v vodo nenehno dovaja kisik, ki ga rastline absorbirajo skozi svoje korenine.[4]

- Naslednji način zahteva rast rastlinskih korenin v mediju, obenem črpalke skrbijo za redni dotok vodne raztopine, ki po samem dovajanju odteče nazaj v vodni rezervoar.[4]

- Posebni tip hidroponike je aeroponika, kjer so rastlinske korenine v prostoru, ki je izpostavljen zraku, potrebna voda in hranila pa se dovajajo v obliki meglice, in sicer po točno določenih intervalih (na primer vsake pol ure). Tehniko odlikuje izrazita varčnost pri porabi vode, saj je rastline prejmejo le v optimalnih količinah in so tako izgube minimalne, kar daje tej tehniki velik potencial za širitev in večanje prepoznavnosti.[4]

## Sestava vodnih raztopin
Vodna raztopina, ki se uporablja v hidroponičnih sistemih, navadno vsebuje predvsem anorganske ione vodotopnih soli esencialnih elementov, v odsotnosti katerih normalni življenjski cikel rastlin ne bi potekal. Trenutno se med elemente, esencialne za večino rastlin, uvršča ogljik, vodik, kisik, dušik, fosfor, kalij, kalcij, magnezij, žveplo, železo, baker, cink, mangan, molibden, bor, klor in nikelj. Vse elemente razen kisika in ogljika, ki se nahajata v ozračju, rastline pridobijo iz rastnega medija. Dodatno lahko raztopine vsebujejo tudi vanadij, selen, kobalt, aluminij, jod in nekatere druge. Ustrezen pH vodnih raztopin za rast pridelkov sega od 5.5 do 6.5.

## Prednosti
Hidroponika omogoča boljši izkoristek prostora, saj so lahko pridelki v takih rastlinjakih razporejeni gosteje in obenem za svojo rast zasedejo manj prostora. Nekateri izvajalci hidroponike se poslužujejo posebnih vertikalnih razporeditev, ki še dodatno optimizirajo porabo prostora. Ker je hidroponika prostorsko varčna, jo je mogoče prakticirati na manjših površinah in s tem vzgoja pridelka ni več omejena zgolj na velike monokulturne rastlinjake, ampak jo je mogoče izvajati celo v stanovanjih. Z lokalno pridelavo se zmanjšuje potreba po uvozu rastlinske hrane, kar znižuje samo ceno logističnih storitev.
Hidroponika omogoča učinkovitejšo regulacijo dejavnikov, ki pospešujejo rast rastlin: količino in pH vode, vsebnost hranil, količino in tip svetlobe. Velika prednost hidroponičnih sistemov je zmanjšana poraba vode, kar jo naredi za izjemno uporabno tehniko v državah, ki se soočajo s pomanjkanjem vode. Po nekaterih raziskavah običajni način gojenja zahteva približno desetkrat več vode, saj je le ta v rastlinjakih s hidroponičnimi sistemi pred izhlapevanjem ujeta in nato ponovno uporabljena. Dodatna prednost je neodvisnost od okoljskih dejavnikov, ker se lahko razmere v notranjosti rastlinjakov prilagaja neodvisno od letnega časa in vremenskih pojavov in je tako zagotovljena celoletna proizvodnja pridelkov.
Rastline, gojene v hidroponičnih sistemih, rastejo v sterilnih razmerah; patogenom normalno niso izpostavljene in jim posledično ni treba porabljati energijskih zalog za imunski odziv ter obnavljanje poškodovanih tkiv. Hkrati so tovrstne rastline prijetnejše na pogled in jih ljudje raje jedo, ker ni vidnih nepravilnosti na plodovih ter listih. Odsotnost škodljivcev in tekmecev pa pripomoreta k zmanjšanju porabe pesticidov, saj se teh v hidroponiki ne poslužujejo, ker so v specifičnih količinah nevarni za zdravje in njihova prisotnost dela hrano oporečno, poleg tega pa v sterilnem okolju niti niso potrebni.

## Pomanjkljivosti in priložnosti za izboljšavo
Kljub številnim prednostim in pozitivnim vplivom na okolje se hidroponika sooča z nekaj pomanjkljivosti, ki jo delajo manj privlačno za splošno uporabo v vzgoji pridelkov. Problem se pojavi pri stroških vzpostavitve obsežnega hidroponičnega sistema, saj je začetni cenovni vložek precej večji kot pri tradicionalnem načinu gojenja. Dodatni oteževalni faktor je tudi zahtevnost same izvedbe, saj mora biti postavljanje in delovanje takega sistema skrbno regulirano s strani ustrezno kvalificirane osebe. Visoko število rastlin na omejenem prostoru lahko postane težava, ko v rastlinjak izjemoma pridrejo patogeni, ki se v teh razmerah veliko lažje razširjajo in povzročajo masovno škodo. Pomanjkljivost je visoka poraba energije, ki je potrebna za vzdrževanje umetnega osvetljevanja, ogrevanja (ali hlajenja) in poganjanja raznih črpalk. Velika odvisnost sistema od energije je lahko težava, ko pride do izpada električnega toka, kar vodi v propad večjih količin gojenih rastlin.